# Cerkiew Narodzenia Bogurodzicy w Michniowcu
Cerkiew Narodzenia Bogurodzicy w Michniowcu – dawna cerkiew parafialna greckokatolicka, wzniesiona w 1863 w Michniowcu.
Od 1971 cerkiew pełni funkcję rzymskokatolickiego kościoła filialnego parafii Podwyższenia Krzyża Świętego w Czarnej. Obiekt włączony do podkarpackiego Szlaku Architektury Drewnianej.

## Historia
Obecna cerkiew nie jest pierwszą, jaka powstała w Michniowcu. Wiadomo, że podobny obiekt istniał tu w roku 1557. Obecna cerkiew powstała w roku 1863 lub 1868. Większy remont cerkwi odbył się w roku 1924, kiedy wyremontowano zakrystię oraz przedsionek (tzw. kruchtę). Przed wojną dobudowano także chór, obiegający większą część cerkwi, odnowiony w 1983 roku. Po 1951 zamknięta i nieużytkowana. Przez pewien czas służyła jako magazyn na zboże. W 1962 część wyposażenia przewieziono do muzeum w Łańcucie. W 1973 przekazana kościołowi rzymskokatolickiemu. Remontowana w 1981. W 1983 wykonano nową polichromię wnętrza. W 1997 skradziono dzwony.

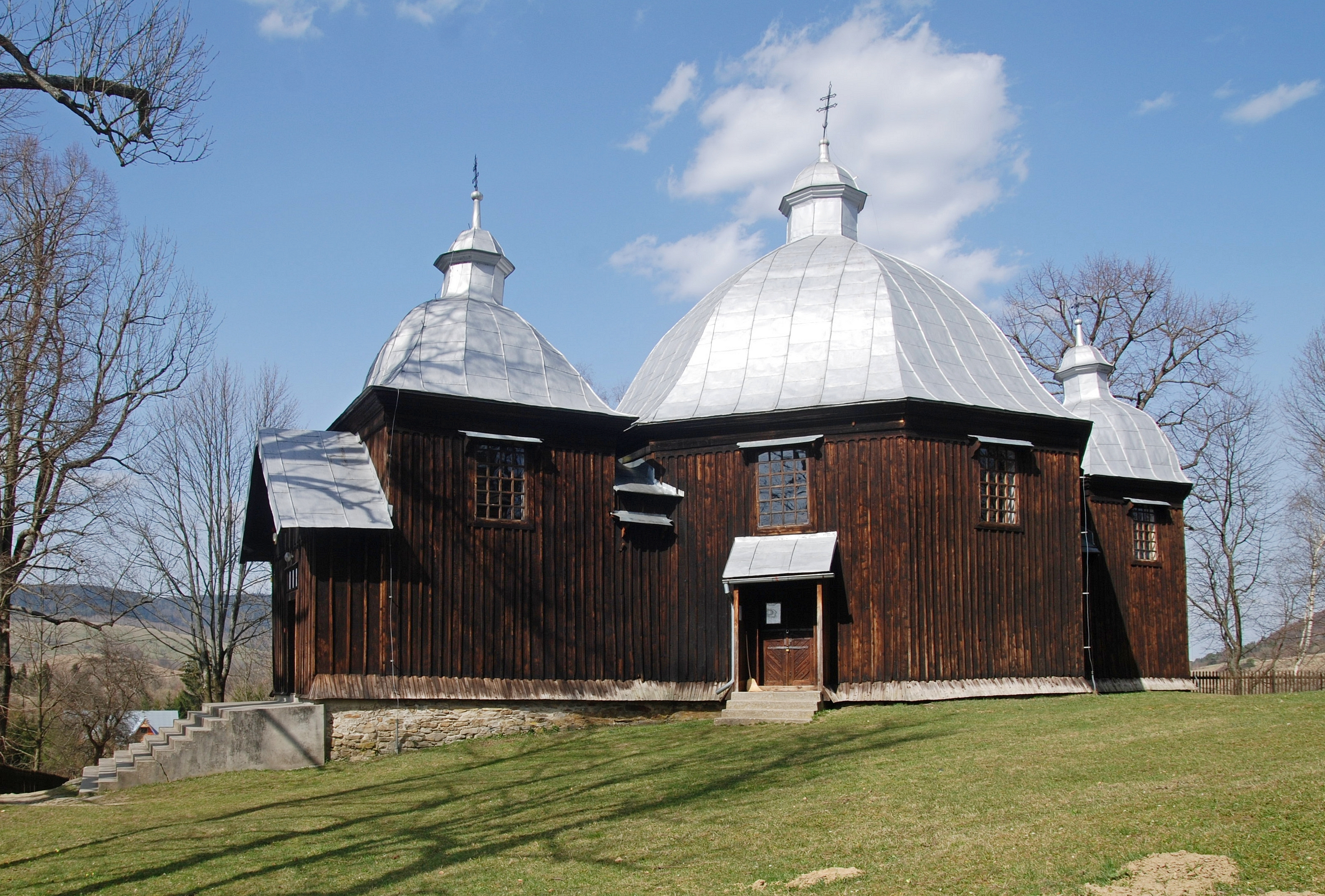
Elewacja południowa
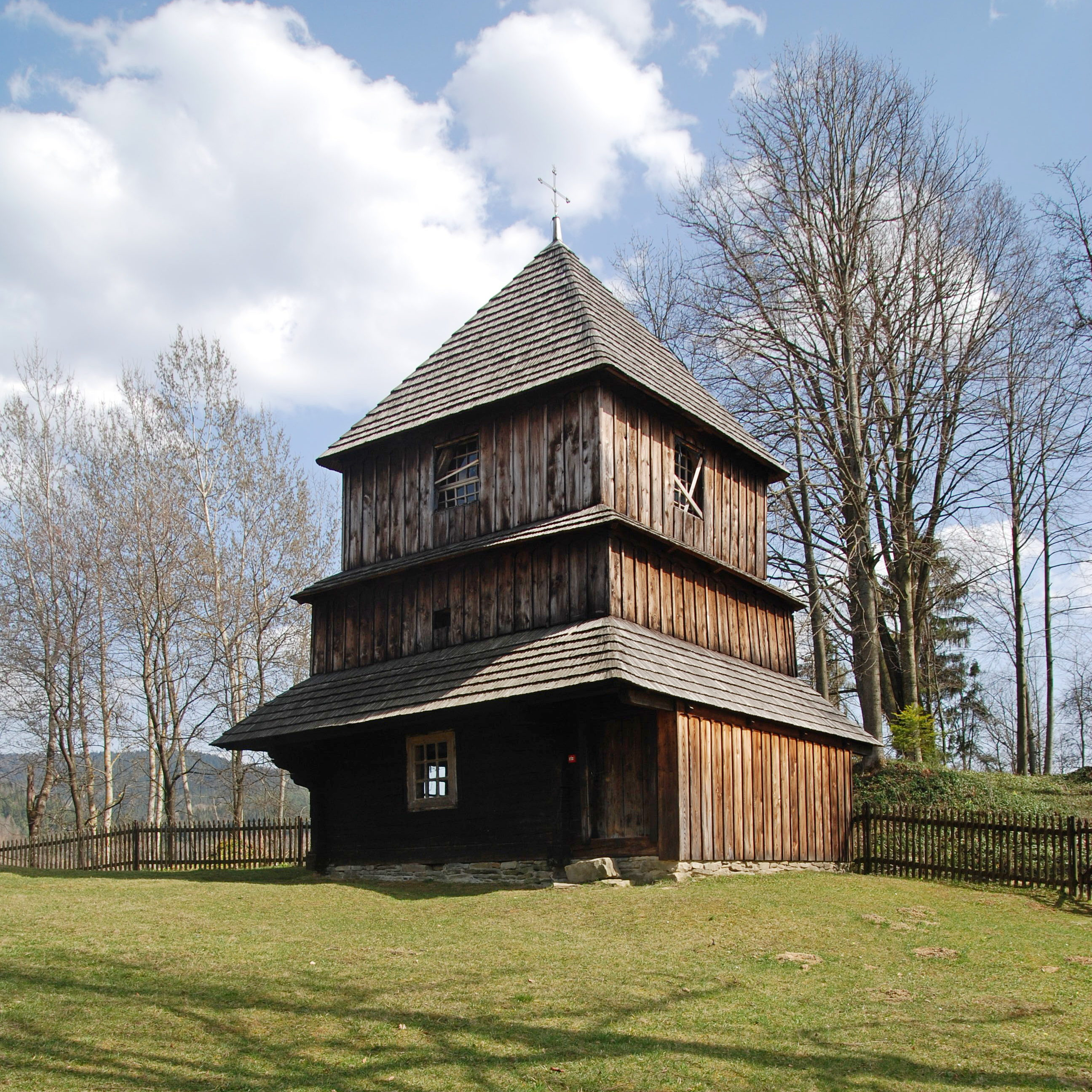
Dzwonnica
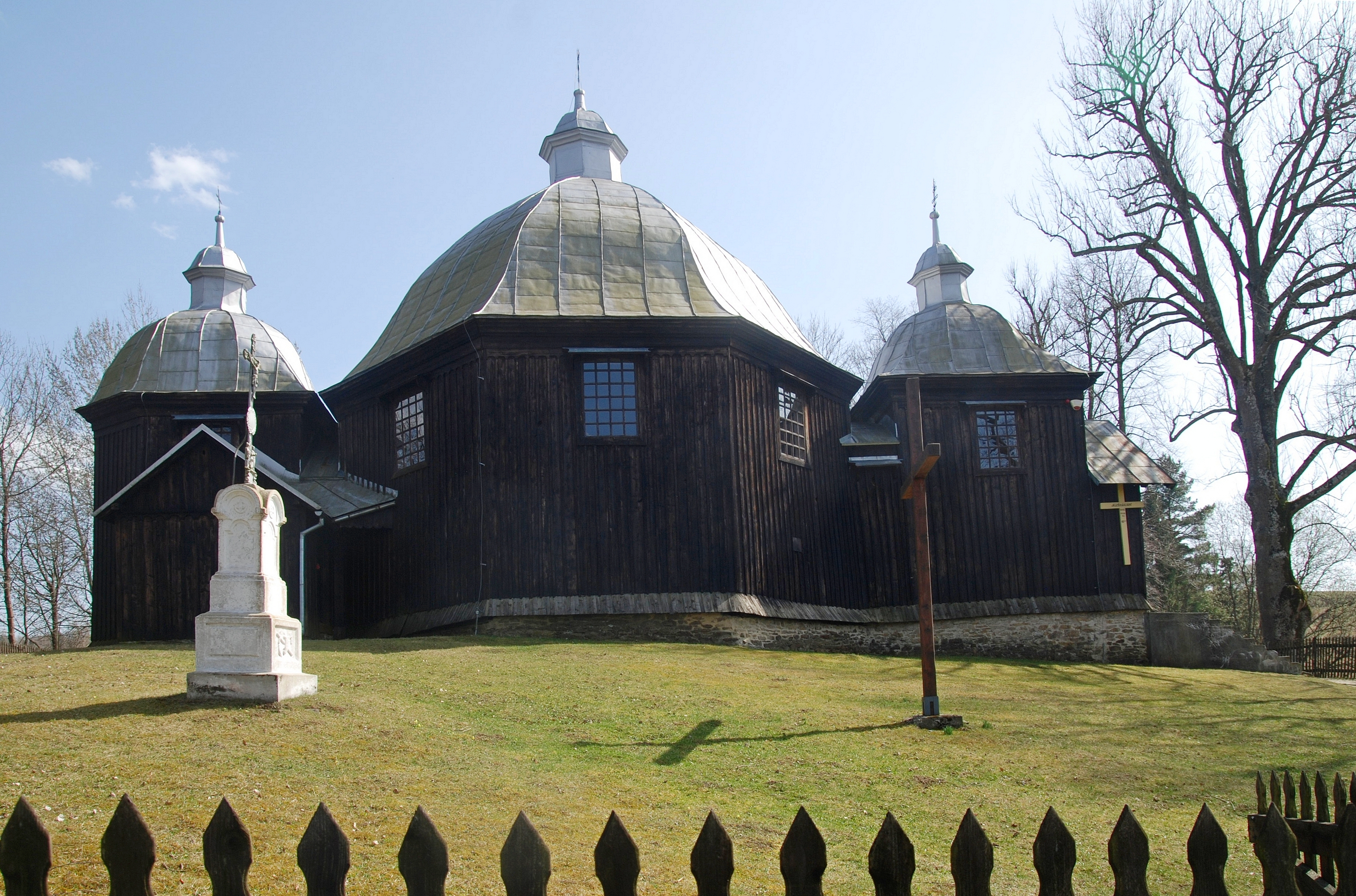
Elewacja północna

## Architektura i wyposażenie
Cerkiew jest budynkiem drewnianym na kamiennej podmurówce, trójdzielnym, orientowanym. Według specjalistów tego typu układy przestrzenne, jakie wykorzystane zostały w tym budynku, są nieobecne w budownictwie ukraińskim, co sprawia, że cerkiew ta powinna zostać uznana za przedstawiciela odrębnego nurtu. Nawa ma plan ośmioboku, prezbiterium jest zamknięte, trójboczne z zakrystią od strony północnej, a babiniec (prytwor) czworoboczny z przedsionkiem. Cerkiew posiada trzy kopuły, kryte blachą, wszystkie zwieńczone ślepymi latarniami. Nad nawą znajduje się, wsparta na słupach, ośmiopołaciowa, kopuła zrębowa. Nad przedsionkiem i zakrystią znajdują się dachy dwuspadowe.
Wewnątrz na ścianach i kopule oraz balustradzie chóru muzycznego współczesna polichromia figuralna. Ikonostas z drugiej połowy XIX w. ma nietypowy półkolisty kształt dostosowany do łuku tęczy. Jego dolne ikony namiestne zawieszone w nawie i ołtarzu bocznym. Carskie wrota zawieszone na ścianie w sanktuarium po obu stronach ołtarza głównego. Wrota diakońskie z pełnych desek.

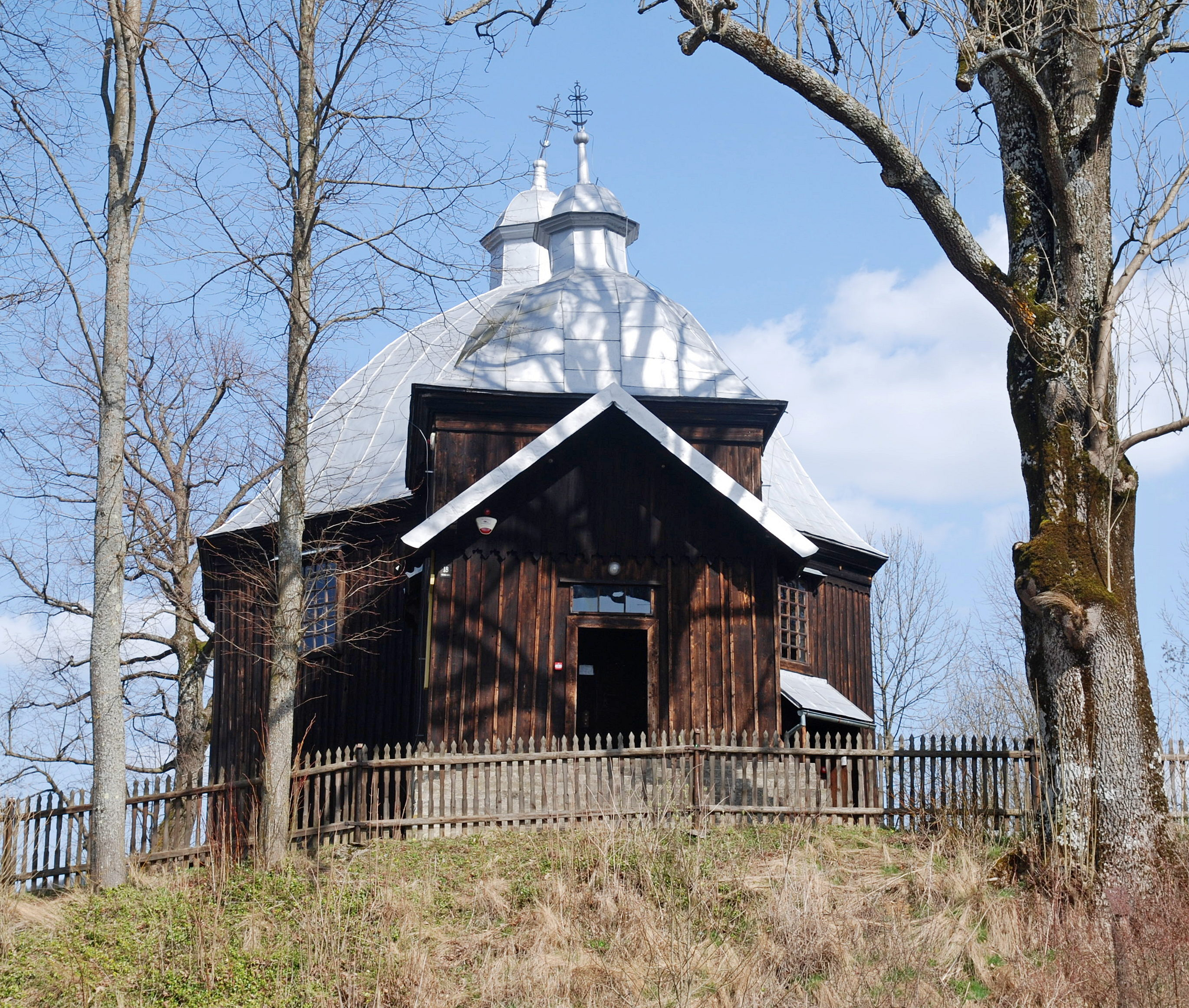
Widok od strony zachodniej
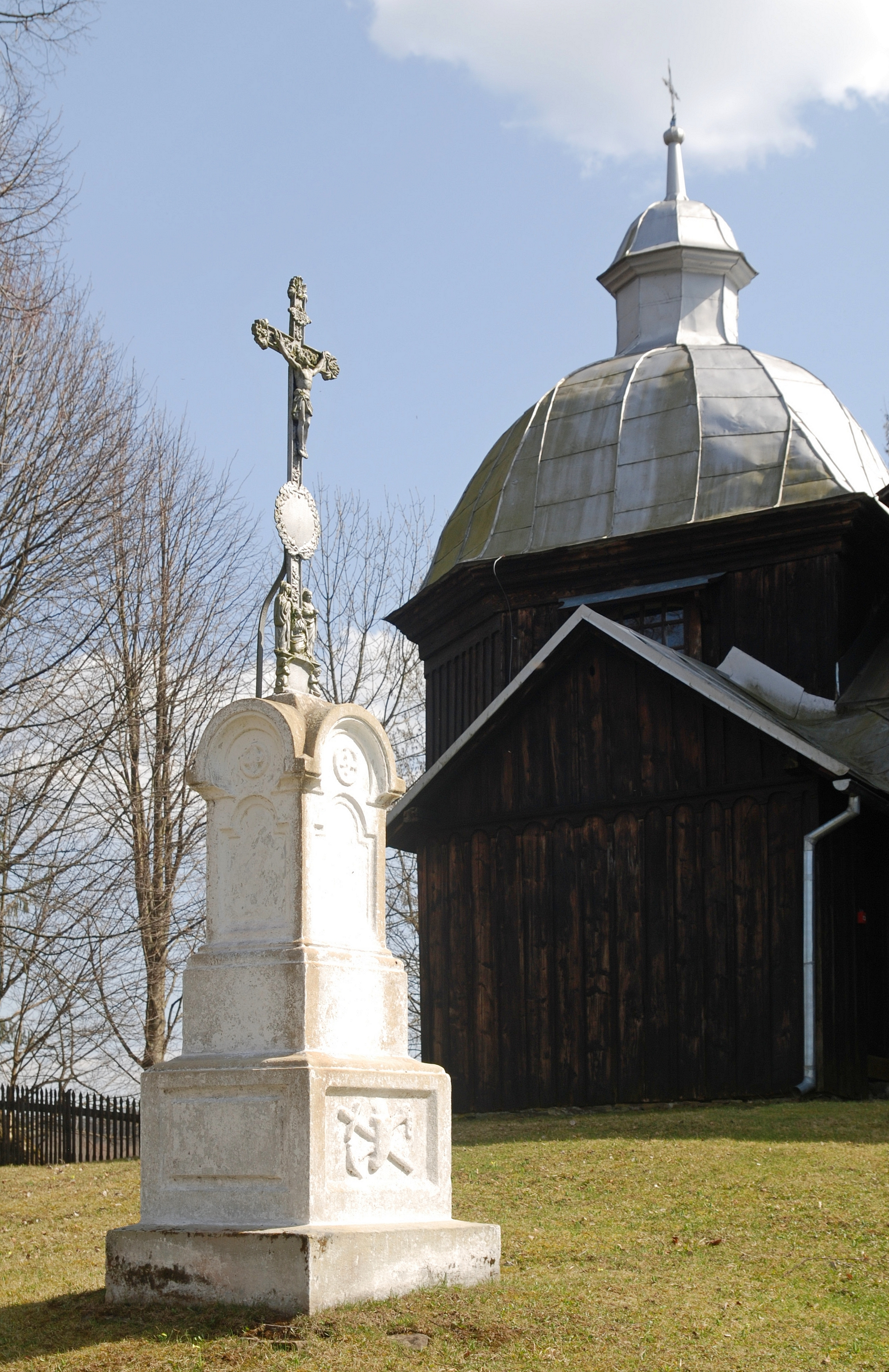
Otoczenie
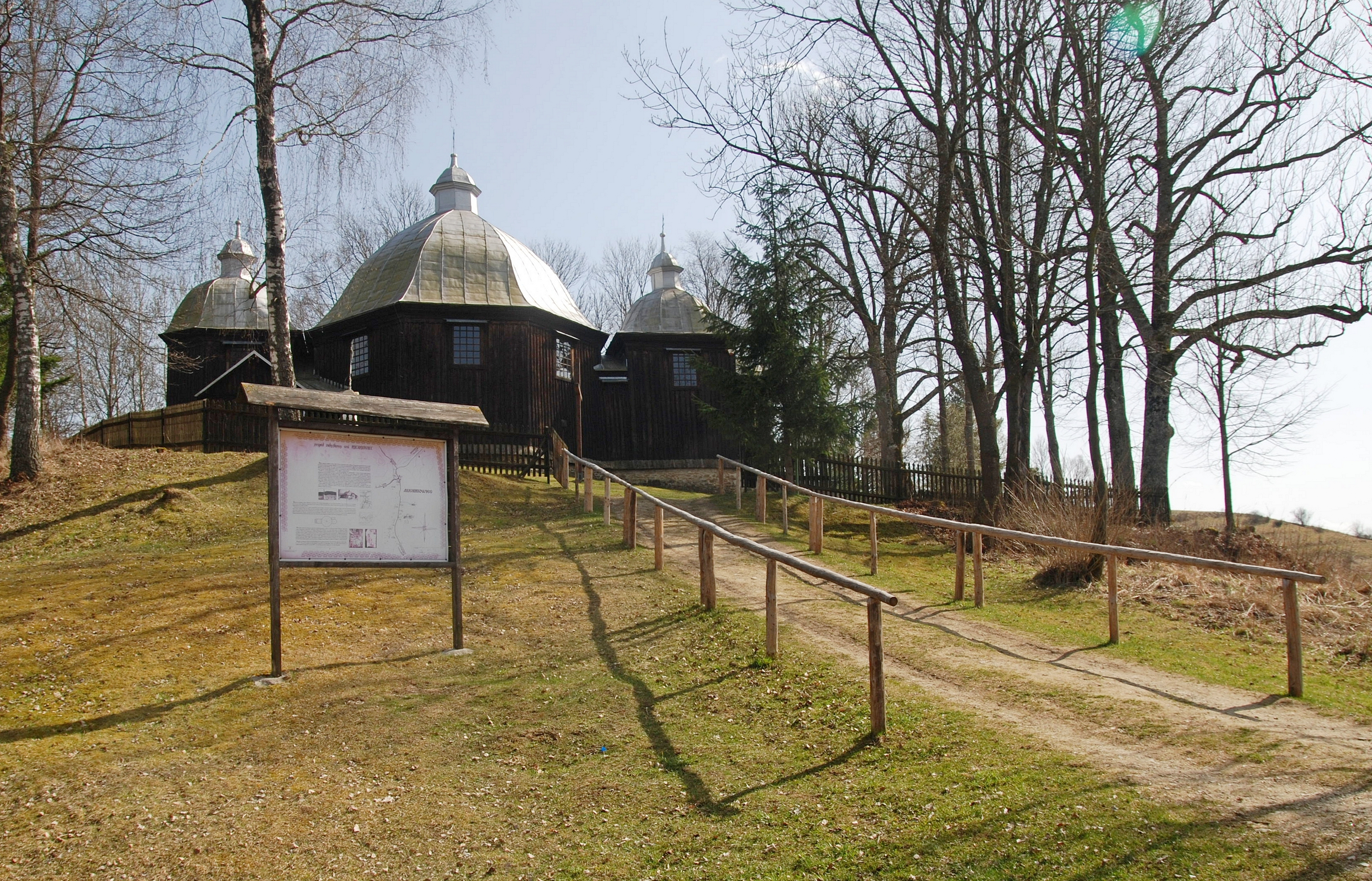
Dojście do cerkwi

## Otoczenie
W 1969 wraz z cerkwią do rejestru zabytków wpisany został położony opodal cmentarz z kilkoma zachowanymi nagrobkami oraz dzwonnica. Dzwonnica zbudowana została w 1904 przez Jakuba Hirba. Budynek o rzadko spotykanej konstrukcji ma trzy kondygnacje i utworzony został na planie kwadratu. Dolna kondygnacja zrębowa, a górna słupowa, kryta gontem. Dzwonnica służyła także jako kostnica dla samobójców. Dzwonnica remontowana w 1997.